# Henrik Jandorf
Henrik Jandorf (født 28. januar 1954 i København) er en dansk skuespiller.
Jandorf er student fra Sorø Akademi. Han har været premierløjtnant i Gardehusarregimentet og er desuden universitetsuddannet i teatervidenskab og skuespillerteknik. I 1978 blev han uddannet skuespiller fra Statens Teaterskole, og har siden arbejdet indenfor både film, tv, radio og teater. Han har bl.a. været tilknyttet Det Danske Teater, Mammut Teatret, Husets Teater, Café Liva og Grønnegårdsteatret, men blev i 1997 fastansat ved Det Kongelige Teater. I en periode har han desuden været næstformand for Dansk Skuespillerforbund. Mellem 1992 og 2004 dannede han par med kollegaen Berrit Kvorning, og i 2008 blev han gift med Trine Jandorf.
Jandorf deltog sammen med Juliet Lehn under navnet X-tasy i Dansk Melodi Grand Prix 1985 med sangen "Sommer Rendevouz" (Ivan Pedersen/Carsten Lehn). Sangen kom på fjerdepladsen.

## Filmografi
- Opbrud (1988)
- Springflod (1990)
- Sangen om kirsebærtid (1990)
- Ondt blod (1996)
- Nattens engel (1998)
- Græsrødderne (stemme, 1998)
- Pocahontas 2: Rejsen til England (stemme, 1998)
- Manden som ikke ville dø (1999)
- Charlie Butterfly (2002)
- The Prince and Me (2004)
- Flammen og Citronen (2008)
- De eventyrlige vogtere (stemme, 2012)

### Tv-serier
- Ugeavisen (1990-1991)
- Bryggeren (1996-1997) afsnit 8, 9 og 11
- Alletiders Julemand (julekalender, 1997+2007)
- Hjerteflimmer (1998)
- Dybt vand (1999)
- Rejseholdet (2000-2003) afsnit 23
- Star Wars: The Clone Wars (2008)